# Yvette Kosmann-Schwarzbach
Yvette Kosmann-Schwarzbach (30 de abril de 1941) es una matemática y profesora universitaria francesa. Ha impartido clases en la Universidad de Lille I y en la École polytechnique desde 1993. Kosmann-Schwarzbach obtuvo su título de doctora en 1970 en la Universidad de París dirigida por André Lichnerowicz con una tesis titulada Dérivées de Lie des spineurs (Derivadas de Lie de los espinores). Es autora de más de cincuenta artículos sobre geometría diferencial, álgebra y física matemática, así como coeditora de varios libros sobre la teoría de sistemas integrables. El levantamiento de Kosmann en geometría diferencial lleva su nombre.

## Obras
- Groups and Symmetries: From Finite Groups to Lie Groups. Springer 2010, ISBN 978-0387788654.
- The Noether Theorems: Invariance and Conservation Laws in the Twentieth Century: Invariance and Conservation Laws in the 20th Century. Traducido por Bertram Schwarzbach. Springer 2011, ISBN 978-0387878676.